# Дженіс Кулик-Кіфер
Дженіс Кулик-Кіфер (англ. Janice Kulyk Keefer; нар. 2 червня 1952, Торонто, Канада) — канадська англомовна письменниця та поетеса українського походження. Кулик-Кіфер у своїх творах часто звертається до української тематики.

## Біографія
Народилася в Торонто в українсько-польській сім'ї: батько — поляк народився на півдні Онтаріо в 1914, а мати — українка, народилася в селі Староміщина (нині Тернопільський район Тернопільської області) і в 1936 році з батьками переїхала до Канади.
Закінчила бакалаврат в Університеті Торонто. Одержала магістерський та докторський ступені в Університеті Сассексу захистивши роботи присвячені Джозефу Конраду та Вірджинії Вульф. Викладала в університеті Св. Анни в Новій Шотландії. Викладає літературу та театр у Гуелфському університеті. 1998 року разом з Соломією Павличко упорядкувала україноканадську літературну антологію «Дві країни, нові візії» (Two Lands, New Visions).

## Відзнаки та нагороди
- 2008 — Літературна премія «Кобзар» за книгу «Бібліотека для жінок»
- 1999 — Нагорода ім. Меріен Енджел

## Книги
- White of the Lesser Angels (1986)
- The Paris-Napoli Express (1986)
- Transfigurations (1987)
- Under Eastern Eyes: A Critical Reading of Maritime Fiction
- Constellations
- Reading Mavis Gallant (1989)
- Travelling Ladies (1992)
- Rest Harrow (1992)
- The Green Library
- Marrying the Sea (1998)
- Two Lands: New Visions (1998, співупорядниця)
- Honey and Ashes: A Story of Family (1998)
- Thieves (2004)
- The Ladies Lending Library (2007)